# Люцедарский, Григорий Ипполитович
Григорий (Георгий) Ипполи́тович Люцеда́рский (29 ноября 1870, с. Микулинцы Литинского уезда Подольской губернии — 17 марта 1946 года, Париж ) — русский архитектор, мастер петербургского модерна.

## Биография
Родился 29 ноября 1870 года в селе Микулинцы Литинского уезда Подольской губернии. Отец Люцедарского принадлежал к разряду «лиц, доказывающих своё дворянство», однако в итоге получил от Правительствующего сената отказ, оставшись в мещанском сословии. Учился в Одессе в Ришельевской гимназии и школе изящных искусств. В 1890 году поступил на архитектурное отделение Императорской Академии художеств в Санкт-Петербурге. Во время учёбы проходил практику в Одессе у гражданского инженера А. Д. Тодорова и архитектора А. О. Бернардацци на постройке городских скотобоен, рынков и других сооружений, работал помощником А. И. фон Гогена на постройке усадьбы А. И. Чернова. Получил во время обучения две серебряных медали; преподаватель Академии Н. Л. Бенуа отзывался о Люцедарском как об одном из лучших учеников. Окончил ИАХ в 1894 году, получив звание художника-архитектора.
В октябре 1895 года был принят техником-строителем в Императорский Институт экспериментальной медицины, основанный принцем А. П. Ольденбургским; пользовался покровительством принца, возвёл по его заказам ряд зданий в Петербурге и Гагре. Позднее был причислен заведующим строительной частью к Городскому попечительству о народной трезвости. С 1900-х годов — архитектор Высочайшего двора.
Имел награды: орден Святой Анны 2-й степени (1909).
После 1917 года эмигрировал. Имеется свидетельство, что в 1938 году Г. И. Люцедарский жил и работал во Франции.

## Проекты и постройки
- Участие в строительстве усадьбы А. И. Чернова, по проекту А. И. фон Гогена (1891—1893, Санкт-Петербург, Октябрьская набережная, 72)[1];
- Устройство имения заводчика Савина (1890-е, Осташков)[1];
- Расширение доходного дома (1897, 15-я линия Васильевского острова, 60), надстроен[8];
- Лазарет при Женском институте принцессы Терезии Ольденбургской (1897—1898, 1903—1904, Санкт-Петербург, Большой проспект П. С., 73/36б — Каменноостровский проспект, 36б/73, во дворе)[5][1];
- Корпуса (Пансионерский, Офицерский, Индивидуальный и др.), центральная прачечная и расширение силовой станции Дома призрения душевнобольных императора Александра III (1899—1900, Санкт-Петербург, Фермское шоссе, 36)[5]  памятник архитектуры (федеральный), ныне — Городская психиатрическая больница № 3 имени И. И. Скворцова-Степанова[9];
- Больница Общины сестёр милосердия Святого Георгия (1900—1902, Санкт-Петербург (Дудергоф), проспект 25-го Октября, 105)[10];
- Перестройка магазина товарищества «А. Ралле и К°» и угловой части дома Николаевых (1903, Санкт-Петербург, Садовая улица, 25 — угол с Банковским переулком)[11][7];
- Народный дом императора Николая II с Народной аудиторией (1899—1901, 1910—1912, Санкт-Петербург, Александровский парк, 4), для строительства использован павильон Всероссийской выставки в Нижнем Новгороде (архитектор А. Н. Померанцева). Сохранилось частично. Ныне здание бывшей народной аудитории занимает Мюзик-Холл; в другой сохранившейся части размещается Санкт-Петербургский планетарий[5][12];
- Флигель доходного дома (1901, Санкт-Петербург, улица Профессора Попова, 32 — угол с Карповским переулком)[13];
- Проект собственного особняка (1901, Санкт-Петербург, Аптекарский остров), не осуществлён[14];
- Дворец (замок) принца А. П. Ольденбургского (1901—1904, Гагра, улица 4-го марта, 4)[14];
- Оранжерея № 12 Императорского ботанического сада (1903—1906, Санкт-Петербург, улица Профессора Попова, 2, корп. 14)  памятник архитектуры (федеральный)[7];
- Перестройка общественных помещений в нижних этажах доходного дома М. и И. Мандль (1905, Санкт-Петербург, Невский проспект, 16 — Большая Морская улица, 7)[7];
- Флигель дворца принца Ольденбургского со смотровой башней (1906, Гагра, ул. 4-го марта,10)[14];
- Перестройка машинного корпуса с водонапорной башней (1911, улица Академика Павлова, 12)  памятник архитектуры (федеральный)[7];
- Здание библиотеки Института экспериментальной медицины (1911—1914, Санкт-Петербург, улица Академика Павлова, 12), портал изготовлен художником-керамистом П. К. Ваулиным по проекту В. А. Покровского  памятник архитектуры (федеральный)[7];
- Перестройка Василеостровского театра (1900-е, Санкт-Петербург, Большой проспект В. О., у 25-й линии), не сохранился[8].